# Esther Marisol
Esther Marisol González Segovia (Yacuiba, 21 de octubre de 1976), conocida simplemente como Esther Marisol, es una cantante de música folclórica boliviana.
Cantante de ritmos bolivianos como chacareras, cuecas, tonadas y taquiraris, se la considera como una de las voces más importantes del folclore de Bolivia. Entre sus interpretaciones más conocidas cabe destacar Morir cantando, No te olvides de mí, La vida es linda, Amor chapaco, Oh linda Tarija, El guajojó, Mi vieja guitarra, Tierra camba encantada,  Soy chacarera, El duraznero, entre otras muchas.
A sus 11 años lanzó su primer trabajo musical, un CD titulado Tierno clavel, con la colaboración de sus hermanos, Los Canarios del Chaco.

## Biografía y carrera musical
Nació en la ciudad de Yacuiba el 21 de octubre de 1976 y desde muy pequeña acompañó a sus hermanos, Los Canarios del Chaco, en esa tarea permanente de difundir las coplas del sur boliviano por todo el país. Desde entonces, van más de dos décadas que pisa escenarios de públicos exigentes que pusieron a prueba su talento.
Su intensa actividad musical y la buena aceptación del público, hicieron posible la grabación de varios discos, consolidando hasta el año 2000 cinco CD grabados. De ahí en adelante decidió dar un giro a su repertorio y el montaje de sus espectáculos. 
En el año 2004 grabó el disco titulado Hasta el cansancio. Siete años más tarde, en 2011, dio a conocer su séptimo disco, Soy chacarera.
El año 2014, y en homenaje al 200 aniversario de la fundación de la ciudad de Tarija, lanza su octavo CD, Para Tarija con la voz, un trabajo dedicado a los artistas tarijeños que a lo largo de la historia le cantaron a Tarija y que incluye diez cuecas de los propios artistas homenajeados. 
El nombre de Esther Marisol sonó muy fuerte y formó parte de importantes festivales folklóricos a nivel nacional e internacional. Obtuvo los ansiados discos de plata, oro y platino, además del título de «Ñusta de la canción boliviana». Visitó Argentina, Perú, Francia y Estados Unidos, donde ofreció numerosos conciertos a la comunidad boliviana y latinoamericana, en el que el público la aceptó positivamente.
Entre otros reconocimientos logró el «Premio Latinísimo» en 1999, el «Premio Maya» en 2002 y un tercero otorgado por un medio de comunicación, como la mejor voz femenina en su categoría.

## Discografía
- Tierno clavel (1987)
- Esther Marisol (1995)
- No te olvides de mí (1996)
- Sin ti (1998)
- Piel chaqueña (1999)
- Hasta el cansancio (2004)
- Soy chacarera (2011)